# 金田村 (神奈川県中郡)
金田村（かねだむら）は、神奈川県大住郡・中郡に存在した村。
現在の小田原厚木道路の平塚インターチェンジ付近から東側一帯にあたる。

## 地理
- 河川：鈴川、金目川

## 歴史

### 村名の由来
水田地帯の豊熟の金波にちなむ。

### 沿革
- 1889年（明治22年）4月1日 - 町村制の施行により、寺田縄村、長持村、飯島村、入野村、入部村が合併して大住郡金田村が発足。
- 1896年（明治29年）4月1日 - 郡制の施行のため大住郡が淘綾郡と統合され、所属郡が中郡に変更[1]。
- 1945年（昭和20年）7月16日 - 村役場火災により除籍簿をすべて失う[2]。
- 1956年（昭和31年）9月30日 - 平塚市に編入し、金田村廃止[3]。